# لئو رایان
لئو یوسف رایان جونیور (۵ مه ۱۹۲۵ – ۱۸ نوامبر ۱۹۷۸) یک معلم آمریکایی و سیاستمدار و عضو حزب دموکرات آمریکا بود. او به عنوان نماینده ایالات متحده از کالیفرنیا در یازدهمین دوره کنگره از سال ۱۹۷۳ تا زمان ترور او در سال ۱۹۷۸ حضور داشت.
رایان در نوامبر ۱۹۷۸ در گویان توسط پیروان جیم جونز به ضرب گلوله کشته شد. مرگ او ساعتی قبل از خودکشی جمعی جونز تاون و ۱۱ روز پس از انتخاب مجدد او برای یک دوره چهار ساله نمایندگی اتفاق افتاد در سال ۱۹۸۳ مدال طلای کنگره آمریکا بعد از مرگش به او اهدا شد.

## اوایل زندگی و تحصیلات
رایان در لینکلن نبراسکا متولد شد. در طول زندگی او، خانواده اش به صورت متناوب به ایلینوی، فلوریدا و نیویورک، ویسکانسین و ماساچوست نقل مکان می‌کرد. او در سال ۱۹۴۳دبیرستان کمپیون جیسوت در پریری دو چیئن ویسکانسین فارغ‌التحصیل شد. او پس از دریافت دوره آموزشی V-12 در باتس کالج، به خدمت نیروی دریایی ایالات متحده درآمد و از سال ۱۹۴۳ تا ۱۹۴۶ در یک زیر دریایی فعالیت می‌کرد.
رایان در سال ۱۹۴۹ فارغ‌التحصیل کارشناسی هنر و در سال ۱۹۵۱ فارغ‌التحصیل کارشناسی ارشد علوم از دانشگاه کریقتن نبراسکا شد. او به عنوان معلم و مدیر مدرسه و نیز به عنوان عضو شورای شهر جنوب سان فرانسیسکو از سال ۱۹۵۶ تا ۱۹۶۲ فعالیت داشت.

## حرفه

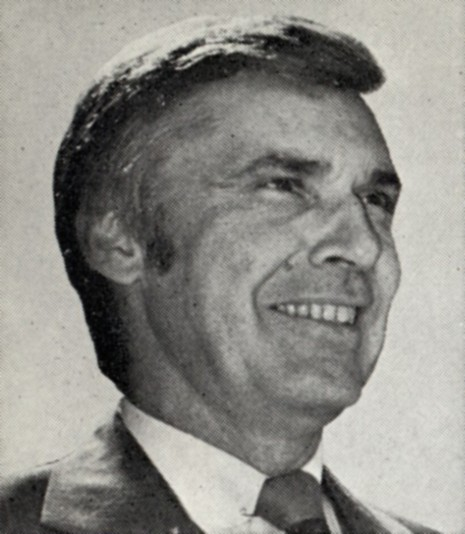
عکس رسمی کنگره از رایان به عنوان نماینده کنگره در دوره اول، ۱۹۷۳.

در سال ۱۹۶۲ رایان به عنوان شهردار از جنوب سان فرانسیسکو انتخاب شد. مدت فعالیت او به عنوان شهردار کمتر از یک سال بود تا زمانیکه به عنوان نماینده مجلس ایالتی کالیفرنیا در دوره ۲۷ با فاصله ۲۰٬۰۰۰ رای انتخاب شد. رایان به عنوان یک نماینده در سال ۱۹۶۴ و ۱۹۶۸ به کنوانسیون ملی دموکراتیک آمریکا خدمت کرد در سال ۱۹۷۲ او به نماینده مجلس نمایندگان ایالات متحده آمریکا انتخاب شد. او سه بار دیگر نیز به عنوان نماینده کنگره ایالات متحده انتخاب شد.

## حادثه جونز تاون
در سال ۱۹۷۸ گزارش‌هایی در مورد سوء استفاده گسترده و نقض حقوق بشر در جونز تاون توسط افراد یک فرقه به رهبری جیم جونز در گویان منتشر شد.
پس از خواندن یک مقاله در سان فرانسیسکو اگزماینر، رایان اعلام کرد قصد دارد تا به جونز تاون در گویان که جیم جونز و حدود ۱٬۰۰۰ نفر از اعضای گروه او اقامت داشتند سفر کند. رایان تحت تأثیر افرادی که نگران بستگان خود از بی عدالتی اجتماعی بودند و عمدتاً در کالیفرنیا زندگی می‌کردند به عنوان نماینده انتخاب شد. با توجه به اینکه سن فرانسیسکو کرونیکل در حال بررسی وقایع بود، وزارت امور خارجه ایالات متحده "بارها و بارها در مقابل تلاشهای رایان کارشکنی می‌کرد و به او اعلام شد "برای پیدا کردن چه چیزی قصد رفتن به جونز تاون را دارید آنجا همه چیز خوب است".

### سفر به جونز تاون
در تاریخ ۱ نوامبر ۱۹۷۸ رایان اعلام کرد که به جونز تاون خواهد رفت. او را با دریافت مجوز و بودجه دولتی این کار را انجام داد. او در این سفر در نقش رئیس یک کمیته فرعی کنگره برای بررسی صلاحیت دادگاه‌ها و وضع شهروندان ایالات متحده که در کشورهای خارجی زندگی می‌کنند قرار داشت. رایان از نماینده کنگره ایندیانا دن کویل خواست تا او را همراهی کند اما کویل قادر به انجام این سفر نبود.

### جنگل کمین و ترور
بنابر گزارش کمیته امور خارجی در تاریخ ۱۴ نوامبر رایان واشینگتن را ترک و به همراه هیئتی از مقامات دولتی با نمایندگان رسانه‌ها و برخی از افراد «نگران بستگان» به جورج تاون پایتخت گویان (در ۲۴۰ کیلومتری جونز تاون) وارد شد.
شب هیئت در یک هتل محلی اقامت گزید که در آن با وجود تأیید، رزرو بسیاری از اتاق‌ها لغو شده بود و بسیاری مجبور به اقامت در لابی شدند. به مدت سه روز رایان با مشاور حقوقی مذاکراتی را برگزار کرد.
رایان خواست تا با جونز توسط رادیو صحبت کند اما شارون آموس بالاترین-رده عضو معبد گفت: آیین دیدار برنامه‌ریزی نشده است. در ۱۷ نوامبر، رایان مشاور خود جکی اسپیر، ۹ روزنامه‌نگار و چهار تن از بستگان نگران را به نمایندگی هیئت، سوار یک هواپیما به فرودگاهی در پورت کایتوما چند مایل خارج از جونز تاون اعزام کرد. در ابتدا خوش آمدگویی در جونز تاون گرم بود اما یک عضو معبد بنام گوسنی ورنون دست نوشته‌ای به خبرنگار ان بی سی دان هریس داد که اظهار داشت: «لطفاً به من کمک کنید از جونز تاون خارج شوم». آن شب رسانه‌ها و هیئت به فرودگاه بازگشتند.
صبح روز بعد رایان، اسپیر و دوایر مصاحبه‌های خود را ادامه دادند و یک زن را ملاقات کردند که مخفیانه برای خروج از جونز تاون با خانواده اش و یک خانواده دیگر ابراز تمایل کرد. حدود ۱۱:۰۰ صبح به وقت محلی رسانه‌ها و هیئت بازگشت و به مصاحبه با اعضای معبد پرداخت. حدود ساعت ۳ بعد از ظهر، ۱۴ نفر از اعضا از معبد جداشدند و لری لیتون به عنوان یک پناهنده سوار یک کامیون با رایان به فرودگاه آمد و گفت که مایل است یک شب دیگر برای کمک به کسانی که آرزوی ترک دارند با آنها بماند. مدت کوتاهی پس از آن زمانیکه که رایان در حال متقاعد کردن یک خانواده برای ترک منطقه بود یک حمله شکست خورده با چاقو به رایان رخ داد. برای محافظت از رایان دوایر دستور داد تا رایان محل را ترک کند اما او وعده داده بود تا اختلاف را حل کند.

عکس از شلیک کنندگان توسط باب براون (NBC).

گروه جونز تاون را ترک و در ساعت ۴:۴۵ بعد از ظهر به وقت محلی به فرودگاه کایتوما رسید. ساعت 5:10 بعد از ظهر تا زمانیکه هواپیمای ۶ صندلی سسنا به انتهای باند رسید لری لیتون آتش گشود و چندین نفر از کسانی که داخل هواپیما بودند را زخمی کرد. همزمان چند نفر دیگر از اعضای معبد که برای همراهی آمده بودند شروع به گشودن آتش بر روی هواپیما ترابری کرده، رایان را کشتند و سه روزنامه‌نگار و یک عضو جدا شده از معبد و ۹ نفر دیگر از جمله جکی اسپیر را زخمی کردند. افراد مسلح بدن رایان را به رگبار بستند و سپس به سر او شلیک کردند. مسافران سسنا لری لیتون و افراد زنده مانده در هر دو هواپیما به مناطق اطراف فرار کردند.
بعد از ظهر قبل از اعلام عمومی این خبر، همسر مشاور رایان ویلیام هولسینگر سه تهدید تلفنی دریافت کرد. تماس گیرنده اظهار داشت: «به شوهر خود بگو که وعده غذایی هواپیما مغز خودش است و او بهتر است مراقب باشد.» صبح روز بعد که ارتش گویانا برای حل و فصل مناقشه به محل رسید. آنها ۹۰۹ جسد از ساکنان را مرده پیدا کردند؛ افراد فوت شده به یک «خودکشی دسته جمعی» دست زده بودند.

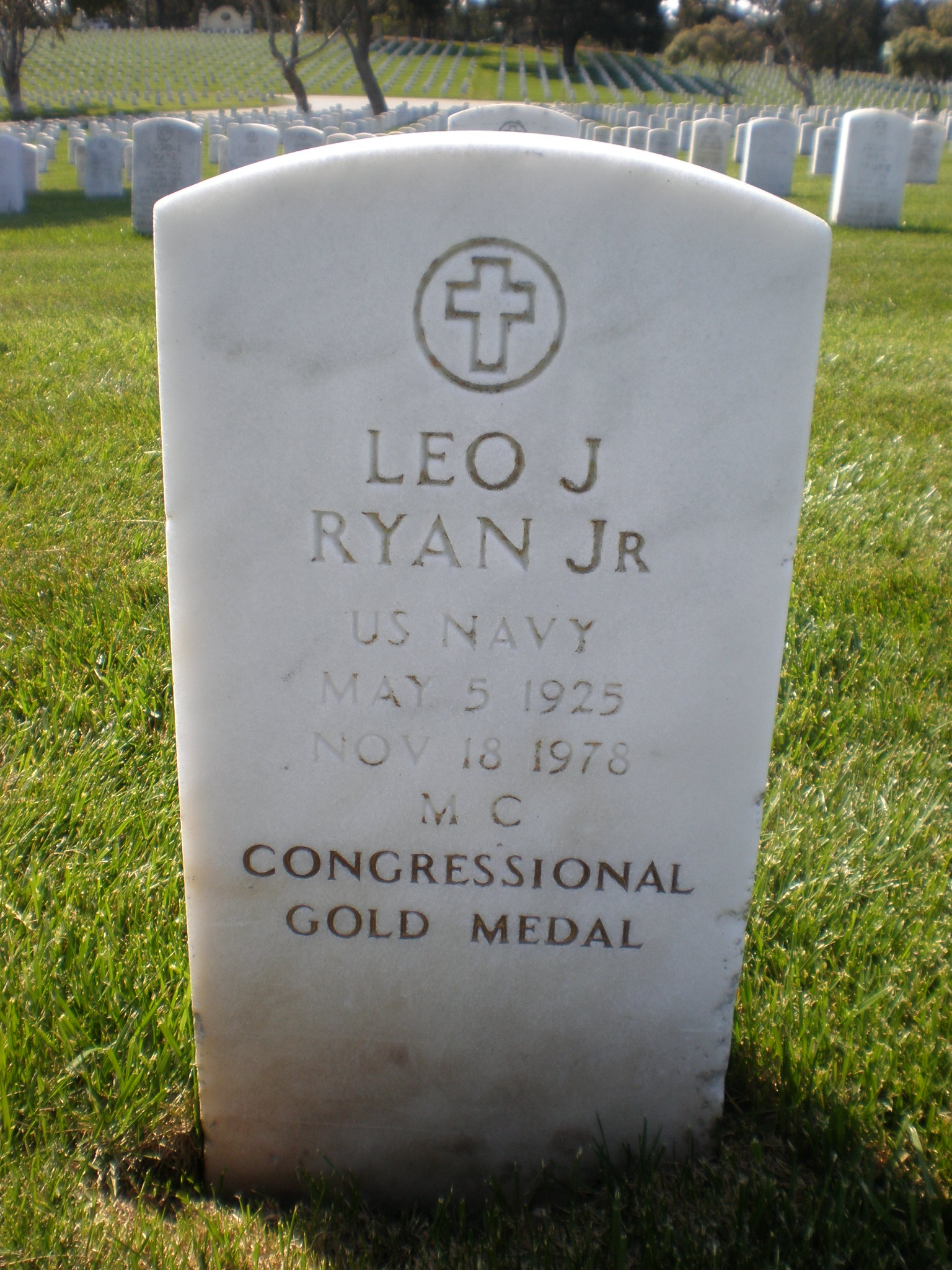
سنگ مزار رایان

### دفن
جسد لئو رایان به ایالات متحده بازگردانده شد و در گورستان ملی دروازه طلایی در سان برونو کالیفرنیا دفن شد.

### سالگرد

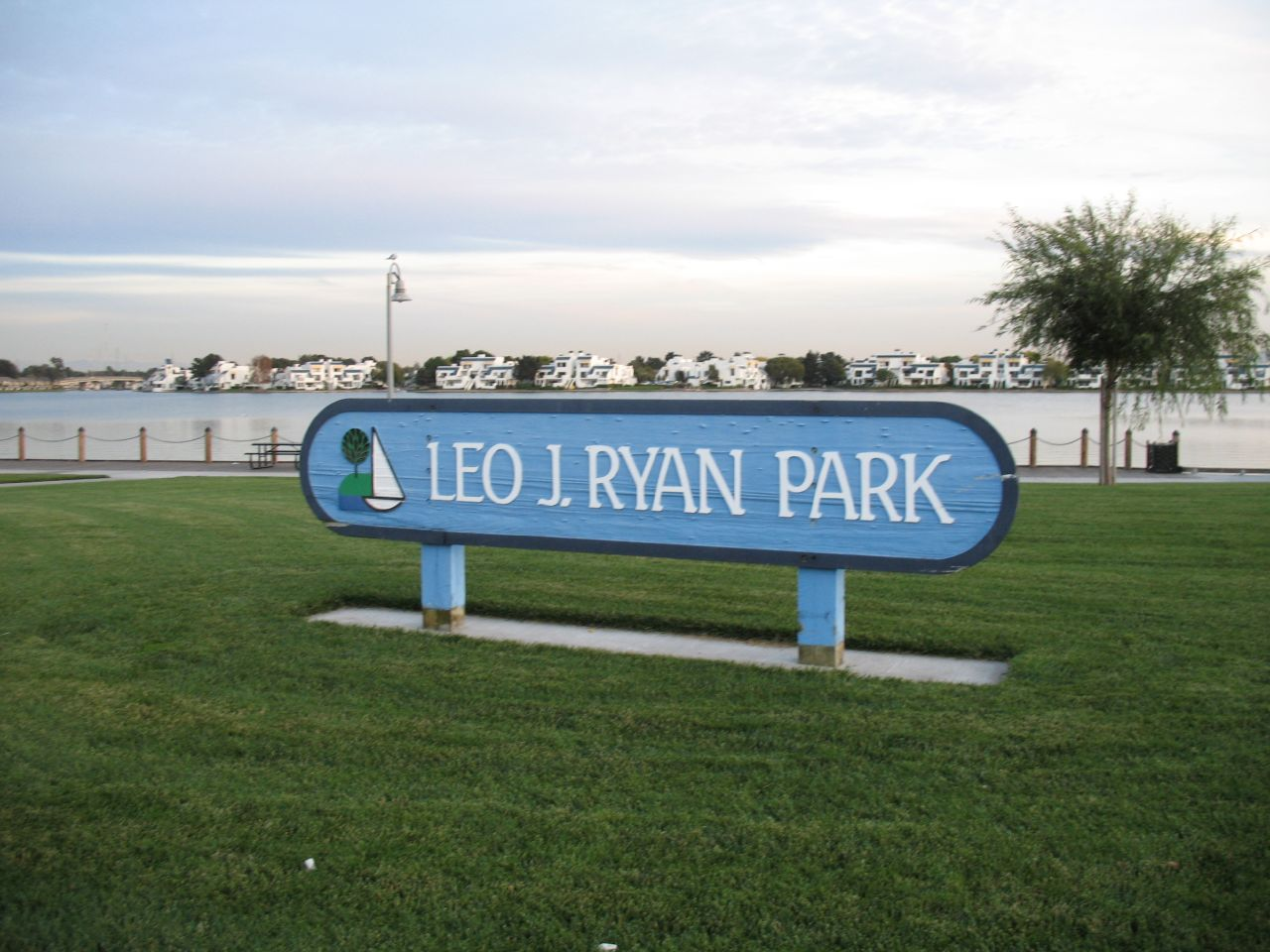
پارک یادبود لئو رایان

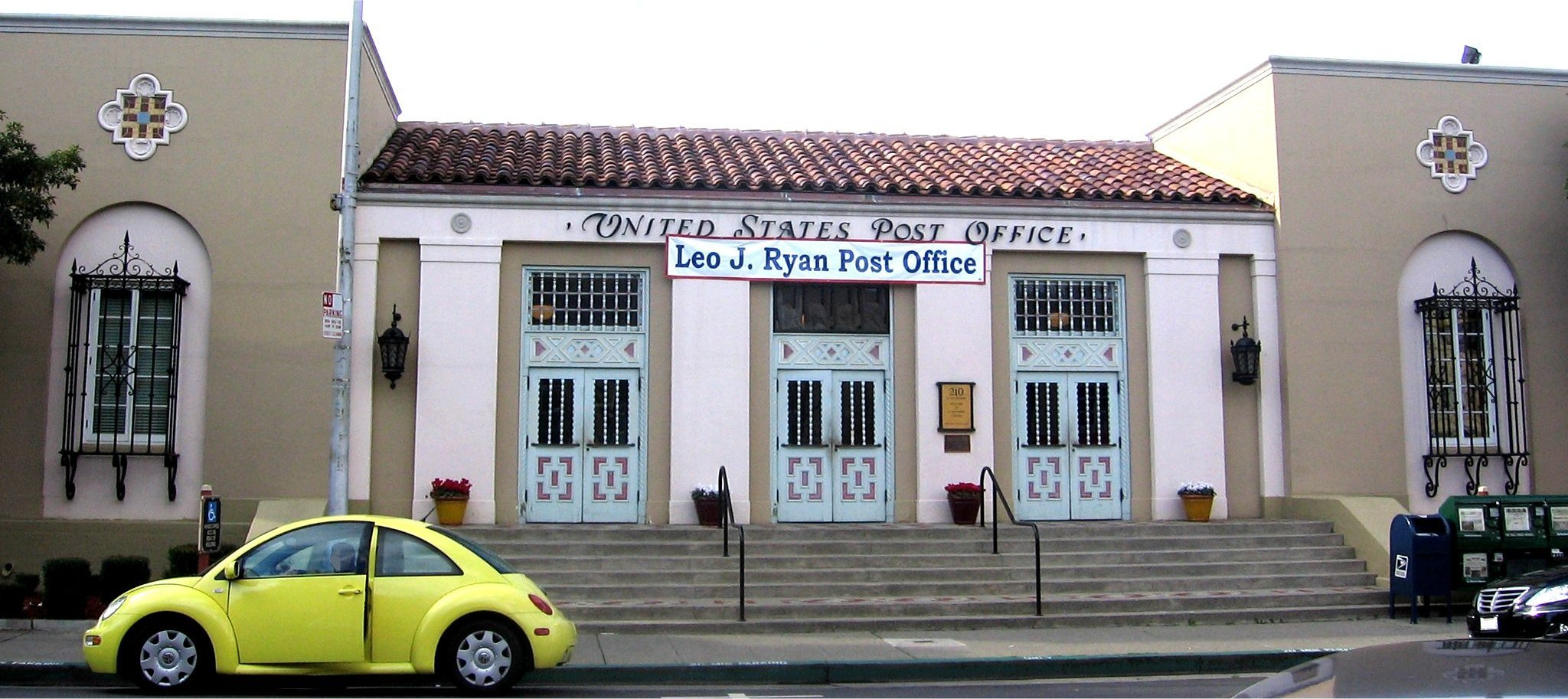
اداره پست لئو رایان

در ۲۵ امین سالگرد مرگ او، مراسم یادبود ویژه‌ای به افتخار او در شهرستان آلامدا، کالیفرنیا برگزار شد که خانواده رایان و دوستان از جمله سه دختر او و جکی اسپیر حضور داشتند. در پایان این مراسم پدر و مادر کسانی را که فرزندان آنها در جونز تاون مرده بود به احترام و تشکر از کنگره رایان برای اهدای زندگی خود و تلاش برای نجات فرزندان آنها قدردانی کردند.